# Сан Дженезио Атезино
Сан Дженѐзио Атезѝно (на италиански: San Genesio Atesino; на немски: Jenesien, Йенезиен) е малко градче и община в Северна Италия, автономна провинция Южен Тирол, автономен регион Трентино-Южен Тирол. Разположено е на 1087 m надморска височина. Населението на общината е 3049 души (към 2010 г.).

## Език
Официални общински езици са и италианският и немският. Най-голямата част от населението говори немски. В общината се говори и други романски език, ладинският.
| %     | Роден език      |
| 3,07  | Италиански език |
| 96,79 | Немски език     |
| 0,14  | Ладински език   |